# Hidenori Isa
Pour les articles homonymes, voir Isa.
Hidenori Isa (井佐 英徳, Isa Hidenori) est un biathlète japonais né le 30 juillet 1976 à Ojiya. Actif au niveau mondial de 2000 à 2014, il a participé à quatre éditions des Jeux olympiques.

## Biographie
Il commence à s'entraîner en biathlon après ses études à Ojiya, sa ville natale, puis intègre le Cold Weather Combat Training Unit de la Force terrestre d'autodéfense japonaise.
Hidenori Isa entre dans l'équipe nationale pour la saison 2000-2001, où il effectue une saison complète en Coupe du monde.
Il obtient ses premiers points dans la Coupe du monde durant la saison 2001-2002, établissant son meilleur classement général avec le 46e rang. Il prend à ses premiers jeux olympiques également cet hiver à Salt Lake City.
Aux Jeux olympiques d'hiver de 2006, il obtient une 35e place à la poursuite, décrochant son meilleur résultat en quatre participations à cet événement.
En 2009, il réalise l'unique top dix de sa carrière en terminant dixième du sprint de Pokljuka.
Sa dernière compétition internationale est les Jeux olympiques d'hiver de 2014, où il est 83e de l'individuel et 70e du sprint.

## Palmarès

### Jeux olympiques
| Épreuve / Édition                   | Individuel | Sprint | Poursuite | Départ en masse                  | Relais | Relais mixte                     |
| Jeux olympiques 2002 Salt Lake City | 44e        | 62e    | —         | Épreuve inexistante à cette date | 13e    | Épreuve inexistante à cette date |
| Jeux olympiques 2006 Turin          | 63e        | 38e    | 35e       | —                                | 12e    | Épreuve inexistante à cette date |
| Jeux olympiques 2010 Vancouver      | 83e        | 68e    | —         | —                                | —      | Épreuve inexistante à cette date |
| Jeux olympiques 2014 Sotchi         | 83e        | 70e    | —         | —                                | —      | —                                |

Légende :
- — : N'a pas participé à cette épreuve
- : épreuve non disputée lors de cette édition

### Championnats du monde
| Épreuve / Édition                | Individuel                       | Sprint                           | Poursuite                        | Départ en masse                  | Relais                           | Relais mixte                     |
| Mondiaux 2001 Pokljuka           | 46e                              | 37e                              | 38e                              | -                                | 11e                              | Épreuve inexistante à cette date |
| Mondiaux 2003 Khanty-Mansiïsk    | 63e                              | 54e                              | 49e                              | -                                | 16e                              | Épreuve inexistante à cette date |
| Mondiaux 2004 Oberhof            | 67e                              | 54e                              | 42e                              | -                                | 17e                              | Épreuve inexistante à cette date |
| Mondiaux 2005 Hochfilzen         | 43e                              | 34e                              | 25e                              | -                                | 13e                              | Épreuve inexistante à cette date |
| Mondiaux 2005 Khanty-Mansiïsk    | Épreuve inexistante à cette date | Épreuve inexistante à cette date | Épreuve inexistante à cette date | Épreuve inexistante à cette date | Épreuve inexistante à cette date | 18e                              |
| Mondiaux 2006 Pokljuka           | Épreuve inexistante à cette date | Épreuve inexistante à cette date | Épreuve inexistante à cette date | Épreuve inexistante à cette date | Épreuve inexistante à cette date | 22e                              |
| Mondiaux 2007 Antholz-Anterselva | 87e                              | -                                | -                                | -                                | -                                | 20e                              |
| Mondiaux 2008 Östersund          | 66e                              | 63e                              | 40e                              | -                                | -                                | 18e                              |
| Mondiaux 2009 Pyeongchang        | 86e                              | 62e                              | -                                | -                                | 18e                              | 20e                              |
| Mondiaux 2011 Khanty-Mansiïsk    | 37e                              | 54e                              | 57e                              | -                                | 20e                              | -                                |
| Mondiaux 2012 Ruhpolding         | 30e                              | 56e                              | 55e                              | -                                | 23e                              | -                                |
| Mondiaux 2013 Nové Město         | 106e                             | 55e                              | 44e                              | -                                | 25e                              | 21e                              |

Légende :

 : épreuve inexistante

- : n'a pas participé à l'épreuve

### Coupe du monde
- Meilleur classement général : 46e en 2002.
- Meilleur résultat individuel : 10e.

#### Différents classements en Coupe du monde
| Année     | Classement général final | Sprint | Poursuite | Individuel | Mass start |
| 2001-2002 | 46e                      | 42e    | 48e       | 38e        | -          |
| 2003-2004 | 67e                      | 58e    | -         | -          | -          |
| 2004-2005 | 56e                      | 55e    | 46e       | -          | -          |
| 2005-2006 | 65e                      | 66e    | 66e       | 44e        | -          |
| 2006-2007 | 77e                      | -      | -         | 51e        | -          |
| 2008-2009 | 78e                      | 81e    | 73e       | 73e        | -          |
| 2009-2010 | 72e                      | 64e    | -         | 63e        | -          |
| 2010-2011 | 103e                     | -      | -         | 71e        | -          |
| 2011-2012 | 95e                      | -      | -         | 55e        | -          |
| 2012-2013 | 86e                      | -      | -         | 56e        | -          |

### Jeux asiatiques
- Changchun 1999 : médaille d'argent en relais.
- Changchun 2007 : médaille d'or du sprint, médaille d'argent du relais et médaille de bronze de l'individuel.
- Almaty 2011 : médaille d'argent du relais.